# مظاهرات خط أنابيب داكوتا

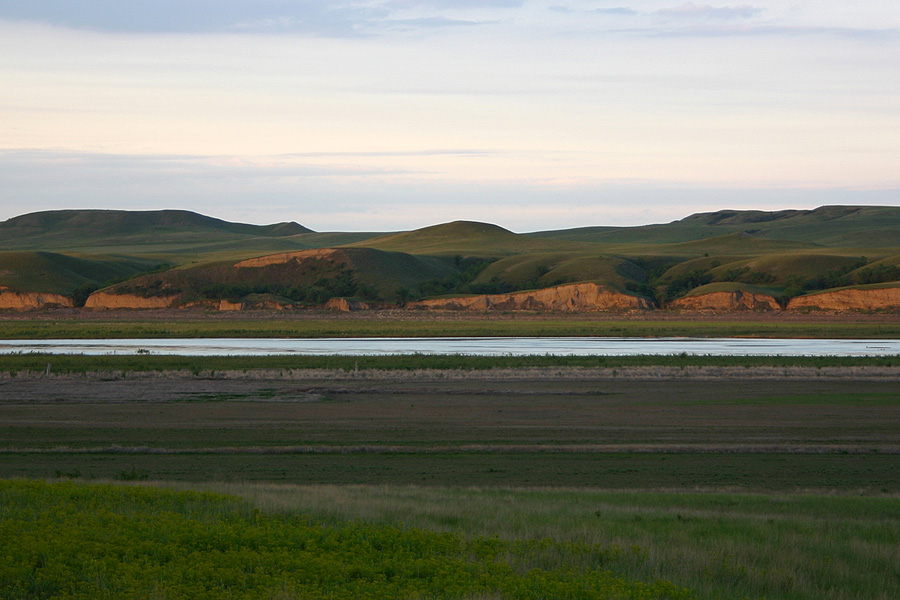
شمال خط أنابيب داكوتا

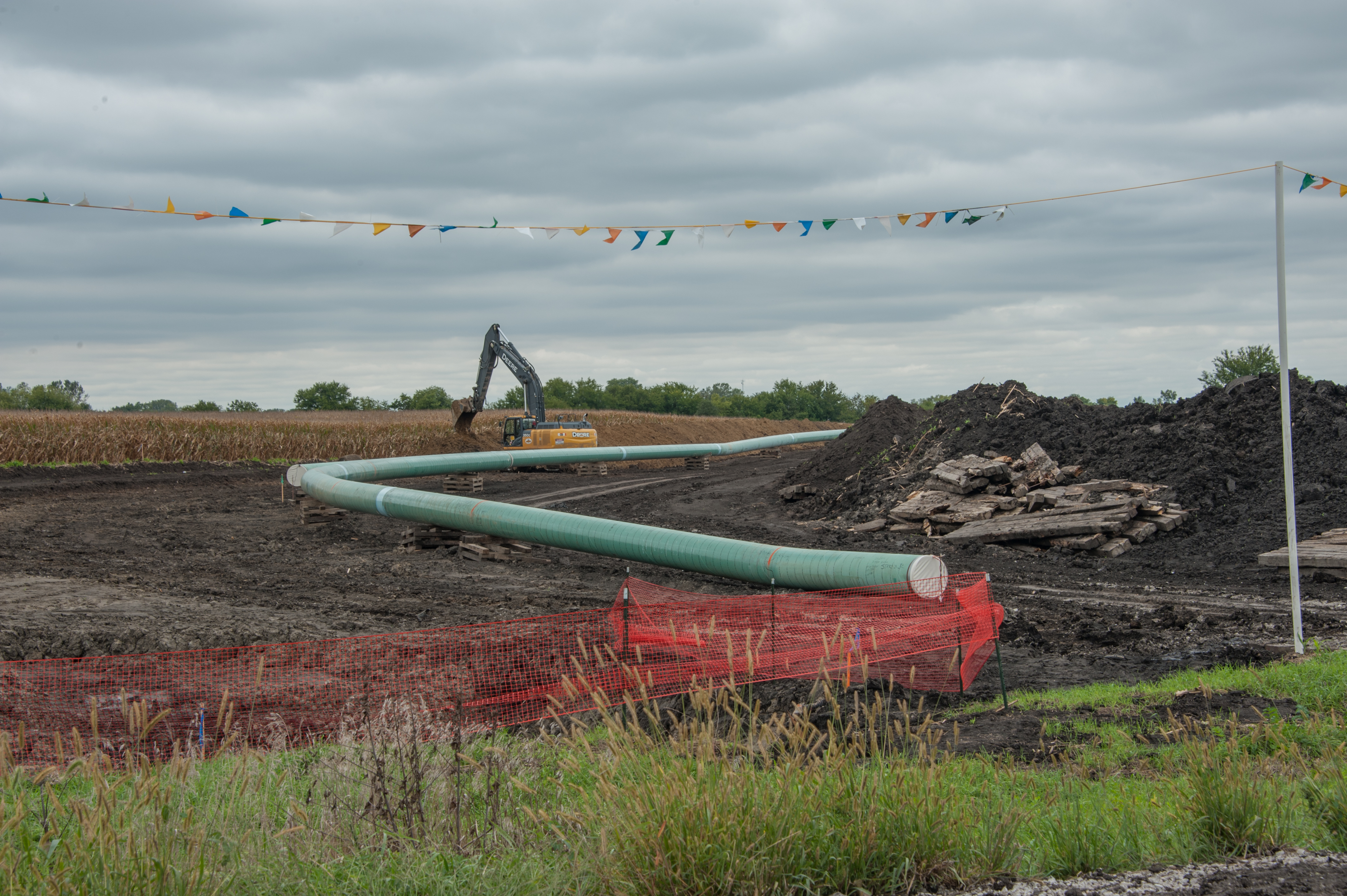
أنابيب خط داكوتا

مظاهرات خط أنابيب داكوتا بدأت الحركات الشعبية (والتي تعرف أيضا باسم نودل) في داكوتا الاحتجاج والاعتراضات في بداية 2016 ردا على مشروع البناء المتعتمد في داكوتا من اجل وصل خط انابيب شركة الطاقة (في شمال الولايات المتحدة) ، وطريق الانابيب كان من المفروض ان يبدا من منطقة تسمى (باكن) ولاية في داكوتا الشمالية الغربية إلى جنوب الينوي مرورا تحت انهار (ميسوري) و(الميسسيبي)، وسوف يضم ذلك جزء من اطار بحيرة اوها. بالقرب من محمية ستاندنغ روك، واعتبر السكان الاصليين في محمية ستاندينغ روك ان هذا المشروع (الذي يضم وصل خط الانابيب) الذي سوف يمر من نهر الميسيسبي سوف يشكل خطرا على المياه النظيفة والمقابر القديمة في المنطقة.
في شهر نيسان أنشاء زعيم قبيلة سو من محمية ستاندينغ روك (LaDonna Brave Bull Allard) مخيم، ويمكن اعتباره كمركز من اجل الحفاظ على تراثهم الثقافي ودعم صمودهم المقدس ضد المشروع، وخلال الصيف احتضن المخيف الالاف من المتضامنين.

## المشروع
في اواخر عام 2016 تم انجاز الجزء الأكبر من خط الانابيب، لذلك كان معبر نهر الميسوري موضوعا للجدل بشكل كبير، وقامت قوات الجيش الأمريكي للمهندسين بعرض معلومات محدودة عن الطريق وحسب الدراسات التي اجرتها لم تعثر على أي اثار مهمة .
طلبت وكالة حماية البيئة ووزارة الداخلية والمجلس الاسستشاري لصون التراث التاريخي في شهر اذار ونيسان من المهندسين في الجيش الأمريكي باجراء مسح رسمي للأثر البيئي واصدار بيان في ذلك، وقام سكان قبيلة سو في محمية ستاندنغ روك بتقديم دعوى قضائية ضد قوات المهندسين في شهر تموز وتم رفض اقتراحهم خلال شهر ايلول عام 2016.
وأثارت هذه الاحتجاجات والمظاهرات الاهتمام الدولي وقد تم التحدث من أجل «إعادة تشكيل حوار وطني لاي مشروع بيئي سوف يعبر في الأراضي المخصصة للسكان الاصليين»
وكان دور وسائل الاعلام الرئيسية من أجل تغطية الاحداث التي تحصل بسيط(غير ملفت للانتباه) حتى أوائل شهر أيلول،،،، ، وقد قام ثلاث عمال بناء بازالة جزء من الأرض المخصصة للسكان الاصليين والتي تعتبر بالنسبة لهم مقدسة، حسب ما تم التوصية بتعديله فيدراليا، وعندما دخل المتظاهرون إلى المنطقة . استخدم الأمن الكلاب ضدهم وتمت اصابة ستة متظاهرين وحصان، والذي حصل تم توثيقه ونشره على اليوتيوب ووسائل الاعلام الاجتماعية الأخرى، ووصلت نسبة المشاهدة إلى مليون شخص .
في اواخر تشرين الأول، تواجدت القوات العسكرية وشرطة مكافحة الشغب مع كامل معداتها في مكان (مصفى) في المخيم، حيث انه مربوط بشكل مباشر في مسار خط الانابيب المفتوح
وانضم العديد من المشاركين الجدد بالاحتجاج في اواخر تشرين الثاني، واصبحت اعداد المتظاهرين تزداد بالالاف، وساءت الاحوال الجوية مع تساقط الثلوج وانخفاض درجات الحرارة اقل من درجة الجمد، واستخدمت الشرطة خراططيم المياه ضد المتظاهرين، ولفت ذلك اهتمام وسائل الاعلام بشكل كبير
وفي الرابع من كانون الأول . كانت قوات الجيش الأمريكي للمهندسين تحت إدارة الرئيس باراك اوباما الذي توقف عن البناء لخطوط الانابيب تحت نهر ميسوري. وسيتم إجراء تقييم (أو تقدير) للاثر البيئي من قبل قوات الجيش.